# Alexander Nikolajewitsch Poskrjobyschew

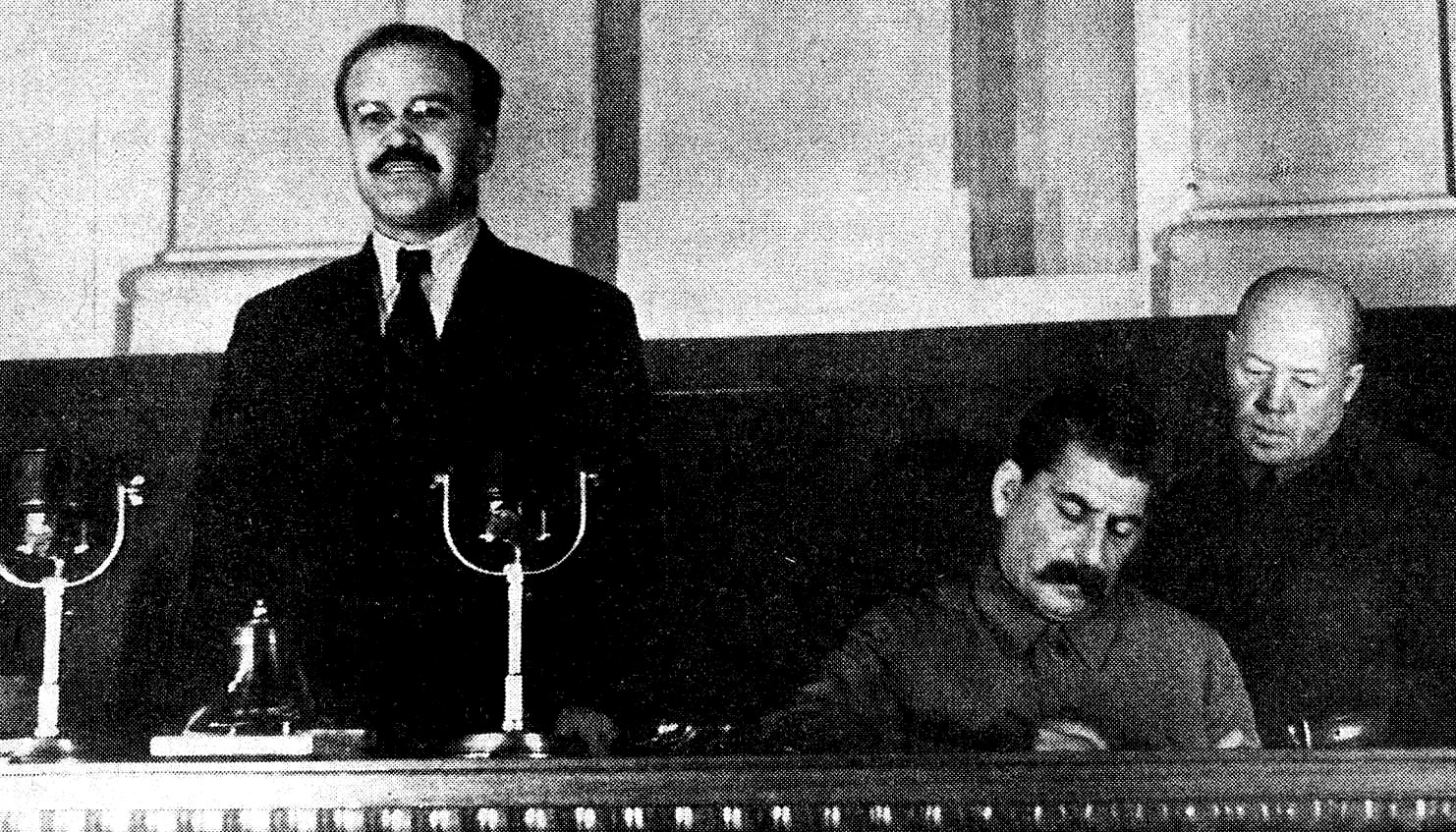
Poskrjobyschew (rechts neben Stalin) auf dem XVII. Parteitag der KPdSU, 1934

Alexander Nikolajewitsch Poskrjobyschew (russisch Александр Николаевич Поскрёбышев, wiss. Transliteration Aleksandr Nikolaevič Poskrëbyšev; * 26. Julijul. / 7. August 1891greg. in Uspenskoje, Kreis Slobodskoi, Gouvernement Wjatka; † 3. Januar 1965 in Moskau) war von 1935 bis 1952 Sekretär Stalins.

## Leben
Der Schustersohn Poskrjobyschew, vom Beruf Feldscher, trat im März 1917 den Bolschewiki bei. Ab 1922 arbeitete er im ZK-Apparat der Partei und avancierte zwischen 1924 und 1929 zum engsten Mitarbeiter Josef Stalins. 1931 wurde Poskrjobyschew Stalins Privatsekretär und seine wichtigste Vertrauensperson, um schließlich, nach dem Tod von Iwan Towstucha im Jahre 1935, die Leitung seines Sekretariats zu übernehmen. Ab 1934 war Poskrjobyschew Kandidat, von 1939 bis 1956 Mitglied im ZK der WKP(b) beziehungsweise KPdSU, ab 1946 Abgeordneter des Obersten Sowjet der UdSSR.
Überlieferungen von Zeitgenossen zufolge zeichnete sich Poskrjobyschew durch ein phänomenales Gedächtnis und einen ausgeprägten Arbeitseifer aus, welcher sich in Arbeitstagen von nicht unter 16 Stunden manifestierte. Er war der Filter, durch den jede Information an Stalin gelangte, und es gehörte zu seinen Aufgaben, der eingegangenen Korrespondenz seine eigenen Überlegungen beizufügen – wobei Stalin in vielen Fällen auf seine Ratschläge hörte. Allerdings muss das Verhältnis des Sekretärs zu seinem Vorgesetzten ein ausgesprochenes Abhängigkeitsverhältnis gewesen sein. Als Poskrjobyschews Frau Bronislawa Metallikowa – weitläufig mit Trotzki verschwägert – 1939 verhaftet wurde, beließ Stalin ihn, entgegen der üblichen Handhabung von Familienangehörigen von „Volksfeinden“, auf seinem Posten. Poskrjobyschew, wohl von Sorge um seine Frau getrieben, wurde umso mehr zum treuen Handlanger des „großen Hausherrn“. Dessen Macht über seinen Sekretär ging, den Memoiren Juri Trifonows zufolge, bis hin zur Anwendung physischer Gewalt. Bei einem gemeinsamen Krankenhausaufenthalt soll sich der ehemalige Sekretär dem Schriftsteller anvertraut haben: „Er [Stalin] hat mich doch geschlagen! An den Haaren packte er mich und schlug mich mit dem Kopf gegen die Tischplatte...“ Poskrjobyschews Frau wurde im Jahr 1941 unter dem Vorwand der Spionage erschossen.
Im November 1952 entfernte Stalin, wahrscheinlich unter Druck seitens Beria, Poskrjobyschew aus seinem Apparat. Anfang 1953 wurde er im Zusammenhang mit der „Ärzteverschwörung“ verhaftet, nach Stalins Tod im März jedoch wieder freigelassen. Jahrelang bestand Unklarheit über seinen Verbleib; Gerüchte kursierten, er sei liquidiert worden.
 Poskrjobyschew verblieb jedoch zunächst im ZK und verließ die Politik erst 1956, nach dem XX. Parteitag der KPdSU, auf dem Chruschtschow ihn in seiner Geheimrede Über den Personenkult und seine Folgen persönlich angriff und als Stalins „getreuen Knappen“ bezeichnete. Er starb 1965 und wurde auf dem Nowodewitschi-Friedhof in Moskau begraben.